# 維亞茲尼基
56°14′N 42°10′E / 56.233°N 42.167°E
維亞茲尼基是俄羅斯弗拉基米爾州東北部的一個城市、維亞茲尼基區行政中心，位於克利亞濟馬河畔，距弗拉基米爾以東121公里。2002年人口40,398人。
1778年設市。